# 王吉仁
王吉仁（1916年—2008年5月30日），男，吉林延吉人，中华人民共和国政治人物，曾任吉林省高级人民法院院长，中国政治法律学会副会长，吉林省人大常委会副主任。